# Klátova Nová Ves
Klátova Nová Ves (Hongaars: Tőkésújfalu) is een Slowaakse gemeente in de regio Trenčín, en maakt deel uit van het district Partizánske.
Klátova Nová Ves telt 1.590 inwoners.